# جيمس إدوارد سميث
جيمس إدوارد سميث (1759-1828) (بالإنجليزية: James Edward Smith)‏ هو عالم نبات بريطاني.